# IAAF Diamond League 2010 - 400 metri piani maschili
Come da regolamento ogni prova della Diamond League 2010 è stata svolta per sette volte in altrettanti diversi meeting che vengono elencati sotto.
La classifica generale con successiva vincita di 80.000$ (valore del diamante) ha visto al primo posto il campione olimpico di Atene e mondiale di Osaka, Jeremy Wariner, che ha vinto tutte le prove alle quali ha partecipato, ovvero sei, sulle sette programmate.
Contrariamente ad altre specialità, in questa dei 400 metri piani non è stato migliorato nessun record del meeting tra quelli che hanno ospitato la prova; d'altro canto però per ben cinque volte è stato abbassato il limite mondiale (Record mondiale stagionale) fino al tempo di 44.13, stabilito nell'ultima gara in programma al metting Weltklasse di Zurigo dal dominatore della specialità.
Ben due record nazionali sono stati ritoccati, quello di Belgio e quello di Giamaica, rispettivamente da Jonathan Borlée e da Jermaine Gonzales con due ottimi tempi abbondantemente sotto il limite dei 45 secondi.
Da far notare la splendida prestazione del giovane statunitense Lajerald Betters, che a soli 22 anni ha fatto segnare il proprio primato personale con 44.70 e classificandosi al 5º posto nelle graduatorie mondiali. Anche il più esperto Angelo Taylor si è comportato eccellentemente in questa edizione infatti con il tempo di 44.74 fatto segnare al Golden Gala 2010 e arrivato a sfiorare il proprio primato personale, distante soli 2 centesimi di secondo. Infine per la Giamaica l'atleta Ricardo Chambers si è dimostrato in forma più che mai al meeting monegasco dell'Herculis 2010 infatti in quell'occasione ha corso come mai prima fermando il cronometro a 44.54, terzo atleta dell'anno.

## Shanghai Golden Grand Prix 2010

### Risultati

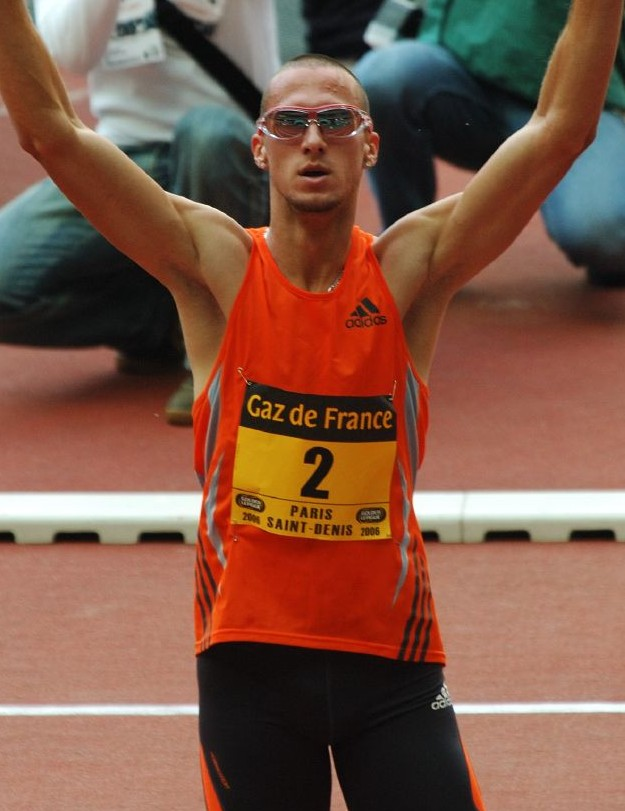
Jeremy Wariner con 28 punti si aggiudica il premio finale

| Posizione | Nome            | Nazionalità  | Tempo | T.reazione | Note                                     | Punti | Pos. |
| --------- | --------------- | ------------ | ----- | ---------- | ---------------------------------------- | ----- | ---- |
|           | Jeremy Wariner  | Stati Uniti  | 45.41 | 0.282      | Miglior prestazione personale stagionale | 4     | 1    |
| 2         | David Neville   | Stati Uniti  | 45.70 | 0.294      |                                          | 2     | 2    |
| 3         | Michael Bingham | Regno Unito  | 45.84 | 0.242      |                                          | 1     | 3    |
| 4         | Gary Kikaya     | RD del Congo | 46.07 | 0.273      |                                          |       |      |
| 5         | Ben Offereins   | Australia    | 46.08 | 0.251      |                                          |       |      |
| 6         | Leslie Djhone   | Francia      | 46.37 | 0.287      |                                          |       |      |
| 7         | Xiaosheng Liu   | Cina         | 46.62 | 0.261      | Miglior prestazione personale stagionale |       |      |
| 8         | Johan Wissman   | Svezia       | 46.64 | 0.225      |                                          |       |      |
| 9         | Andrae Williams | Bahamas      | 48.03 | 0.265      |                                          |       |      |

## Golden Gala

### Risultati
| Posizione | Nome                 | Nazionalità       | Tempo | T.reazione | Note                                     | Punti | Pos. |
| --------- | -------------------- | ----------------- | ----- | ---------- | ---------------------------------------- | ----- | ---- |
|           | Jeremy Wariner       | Stati Uniti       | 44.73 | 0.200      | Miglior prestazione mondiale stagionale  | 8     | 1    |
| 2         | Angelo Taylor        | Stati Uniti       | 44.74 | 0.266      | Miglior prestazione personale stagionale | 2     | 3    |
| 3         | Chris Brown          | Bahamas           | 45.05 | 0.196      | Miglior prestazione personale stagionale | 1     | 4    |
| 4         | Renny Quow           | Trinidad e Tobago | 45.52 | 0.239      |                                          |       |      |
| 5         | Michael Bingham      | Regno Unito       | 46.04 | 0.163      |                                          | 1     | 4    |
| 6         | Claudio Licciardello | Italia            | 46.32 | 0.228      |                                          |       |      |
| 7         | Jonathan Borlée      | Belgio            | 46.62 | 0.199      |                                          | 1     | 4    |
|           | Jermaine Gonzales    | Giamaica          | DNF   | 0.199      |                                          | 1     | 4    |
|           | David Neville        | Stati Uniti       | DNF   | 0.197      |                                          | 3     | 2    |

## Athletissima

### Risultati
| Posizione | Nome              | Nazionalità       | Tempo | T.reazione | Note                                     | Punti | Pos. |
| --------- | ----------------- | ----------------- | ----- | ---------- | ---------------------------------------- | ----- | ---- |
|           | Jeremy Wariner    | Stati Uniti       | 44.57 |            | Miglior prestazione mondiale stagionale  | 12    | 1    |
| 2         | Lajerald Betters  | Stati Uniti       | 44.70 |            | Miglior prestazione personale            | 2     | 3    |
| 3         | Jermaine Gonzales | Giamaica          | 44.72 |            | Miglior prestazione personale            | 2     | 3    |
| 4         | Jonathan Borlée   | Belgio            | 44.94 |            | Miglior prestazione personale stagionale | 1     | 6    |
| 5         | David Neville     | Stati Uniti       | 45.39 |            | Miglior prestazione personale stagionale | 3     | 2    |
| 6         | Calvin Smith      | Stati Uniti       | 45.39 |            |                                          |       |      |
| 7         | Renny Quow        | Trinidad e Tobago | 45.40 |            |                                          |       |      |
| 8         | Greg Nixon        | Stati Uniti       | 46.01 |            |                                          |       |      |

## Meeting Areva

### Risultati
| Posizione | Nome              | Nazionalità       | Tempo | T.reazione | Note                                    | Punti | Pos. |
| --------- | ----------------- | ----------------- | ----- | ---------- | --------------------------------------- | ----- | ---- |
|           | Jeremy Wariner    | Stati Uniti       | 44.49 | 0.238      | Miglior prestazione mondiale stagionale | 16    | 1    |
| 2         | Jermaine Gonzales | Giamaica          | 44.63 | 0.292      | Miglior prestazione personale           | 4     | 2    |
| 3         | Jonathan Borlée   | Belgio            | 44.77 | 0.247      | Record nazionale                        | 2     | 4    |
| 4         | Michael Bingham   | Regno Unito       | 45.53 | 0.233      |                                         | 1     | 7    |
| 5         | Leslie Djhone     | Francia           | 45.58 | 0.310      |                                         |       |      |
| 6         | Greg Nixon        | Stati Uniti       | 45.81 | 0.315      |                                         |       |      |
| 7         | Renny Quow        | Trinidad e Tobago | 45.81 | 0.304      |                                         |       |      |
| 8         | David Neville     | Stati Uniti       | 45.83 | 0.275      |                                         | 3     | 3    |

## Herculis

### Risultati
| Posizione | Nome              | Nazionalità       | Tempo | T.reazione | Note                                     | Punti | Pos. |
| --------- | ----------------- | ----------------- | ----- | ---------- | ---------------------------------------- | ----- | ---- |
|           | Jermaine Gonzales | Giamaica          | 44.40 | 0.215      | ,                                        | 8     | 2    |
| 2         | Ricardo Chambers  | Giamaica          | 44.54 | 0.190      | Miglior prestazione personale            | 2     | 4    |
| 3         | Chris Brown       | Bahamas           | 45.05 | 0.171      | =                                        | 2     | 4    |
| 4         | Renny Quow        | Trinidad e Tobago | 45.10 | 0.223      | Miglior prestazione personale stagionale |       |      |
| 5         | Lajerald Betters  | Stati Uniti       | 45.31 | 0.264      |                                          | 2     | 4    |
| 6         | Kévin Borlée      | Belgio            | 45.46 | 0.337      |                                          |       |      |
| 7         | David Neville     | Stati Uniti       | 45.65 | 0.181      |                                          | 3     | 3    |
| 8         | Greg Nixon        | Stati Uniti       | 46.38 | 0.253      |                                          |       |      |

## Aviva London Grand Prix

### Risultati
| Posizione | Nome              | Nazionalità | Tempo | T.reazione | Note | Punti | Pos. |
| --------- | ----------------- | ----------- | ----- | ---------- | ---- | ----- | ---- |
|           | Jeremy Wariner    | Stati Uniti | 44.67 | 0.258      |      | 20    | 1    |
| 2         | Jermaine Gonzales | Giamaica    | 44.80 | 0.191      |      | 10    | 2    |
| 3         | Ricardo Chambers  | Giamaica    | 45.18 | 0.206      |      | 3     | 3    |
| 4         | Michael Bingham   | Regno Unito | 45.49 | 0.167      |      | 1     | 9    |
| 5         | David Gillick     | Irlanda     | 45.79 | 0.175      |      |       |      |
| 6         | Martyn Rooney     | Regno Unito | 45.89 | 0.233      |      |       |      |
| 7         | Kévin Borlée      | Belgio      | 46.03 | 0.176      |      |       |      |
| 8         | Jamaal Torrance   | Stati Uniti | 47.38 | 0.226      |      |       |      |

## Weltklasse Zürich

### Risultati
| Posizione | Nome              | Nazionalità | Tempo | T.reazione | Note                                     | Punti | Pos. |
| --------- | ----------------- | ----------- | ----- | ---------- | ---------------------------------------- | ----- | ---- |
|           | Jeremy Wariner    | Stati Uniti | 44.13 | 0.199      | Miglior prestazione mondiale stagionale  | 28    | 1    |
| 2         | Jermaine Gonzales | Giamaica    | 44.51 | 0.192      |                                          | 14    | 2    |
| 3         | Angelo Taylor     | Stati Uniti | 44.72 | 0.179      | Miglior prestazione personale stagionale | 4     | 3    |
| 4         | Ricardo Chambers  | Giamaica    | 44.96 | 0.187      |                                          | 3     | 4    |
| 5         | Jonathan Borlée   | Belgio      | 45.23 | 0.186      |                                          | 2     | 5    |
| 6         | Martyn Rooney     | Regno Unito | 45.67 | 0.224      |                                          |       |      |
| 7         | Michael Bingham   | Regno Unito | 46.00 | 0.260      |                                          | 1     | 6    |
| 8         | David Gillick     | Irlanda     | 46.05 | 0.182      |                                          |       |      |

## Classifica generale
| Pos. | Nome              | Nazionalità | SHA | ROM | LOS | PAR | MON | LON | ZUR | Punti | Miglior Tempo |
| ---- | ----------------- | ----------- | --- | --- | --- | --- | --- | --- | --- | ----- | ------------- |
|      | Jeremy Wariner    | Stati Uniti |     |     |     |     | A   |     |     | 28    | 44.13         |
| 2    | Jermaine Gonzales | Giamaica    | A   | 1   | 1   | 2   |     | 2   | 4   | 14    | 44.40         |
| 3    | Angelo Taylor     | Stati Uniti | A   | 2   | A   | A   | A   | A   | 2   | 4     | 44.72         |
| 4    | Ricardo Chambers  | Giamaica    | A   | A   | A   | A   | 2   | 1   | 0   | 3     | 44.54         |
| 5    | Jonathan Borlée   | Belgio      | A   | 1   | 0   | 1   | 0   | 0   | 0   | 2     | 44.77         |
| 5    | Michael Bingham   | Regno Unito | 1   | 0   | A   | 0   | A   | 0   | 0   | 1     | 45.49         |

A = Assente

* I numeri 1, 2 e 4 indicano i punti guadagnati dall'atleta nella singola prova.